# Noblesville (Indiana)
Noblesville es una ciudad ubicada en el condado de Hamilton en el estado estadounidense de Indiana. En el Censo de 2010 tenía una población de 51.969 habitantes y una densidad poblacional de 611,95 personas por km².

## Geografía
Noblesville se encuentra ubicada en las coordenadas 40°2′13″N 86°0′26″O / 40.03694, -86.00722. Según la Oficina del Censo de los Estados Unidos, Noblesville tiene una superficie total de 84.92 km², de la cual 81.26 km² corresponden a tierra firme y (4.32%) 3.66 km² es agua.

## Demografía
Según el censo de 2010, había 51.969 personas residiendo en Noblesville. La densidad de población era de 611,95 hab./km². De los 51.969 habitantes, Noblesville estaba compuesto por el 91.08% blancos, el 3.65% eran afroamericanos, el 0.21% eran amerindios, el 1.68% eran asiáticos, el 0.07% eran isleños del Pacífico, el 1.56% eran de otras razas y el 1.76% pertenecían a dos o más razas. Del total de la población el 4.25% eran hispanos o latinos de cualquier raza.